# Viva Piñata: Pocket Paradise
Viva Piñata: Pocket Paradise é um jogo de simulação de vida desenvolvido pela Rare, para o console de videogame Nintendo DS e baseado em Viva Piñata. Lançado dias depois de Viva Piñata: Trouble in Paradise para Xbox 360 no outono de 2008, Pocket Paradise foi desenvolvido pela equipe portátil da Rare, ao contrário de Viva Piñata: Party Animals e a versão para PC do jogo original, que foram desenvolvidos por desenvolvedores terceirizados separados. Foi o último jogo que a Rare já desenvolveu para um sistema Nintendo, bem como atualmente o último jogo da série.

## Jogabilidade

Visualização principal do jogo (painel de informações exibindo a porcentagem do terreno do jardim e a aparência de um Chocstrich)

Viva Piñata: Pocket Paradise é, como seu antecessor, um jogo sandbox que incumbe o jogador de transformar um terreno abandonado em um lindo jardim. O jogo mantém a maioria dos recursos e todas as piñatas do original. Como o jogo foi construído do zero para o DS, a equipe portátil da Rare aproveitou a oportunidade para adicionar recursos e alterações adicionais.

### Controles
A diferença mais óbvia entre Pocket Paradise e o original é que todo o jogo é controlado pela caneta, dando ao jogador um método muito direto e intuitivo de interagir com seu jardim. Agora é possível simplesmente “desenhar” grama no solo ou tocar duas vezes em uma flor para remover sua cabeça.
O jogo também faz uso das duas telas do DS onde, na maior parte do jogo, a vista principal do jardim é exibida na tela inferior do DS. Na tela superior, há um painel de informações sensíveis ao contexto isso é exclusivo desta versão do jogo.  As informações exibidas mudam dinamicamente para refletir o que está selecionado no momento - desde os requisitos românticos de uma piñata individual até um detalhamento percentual dos pisos do jardim. É ainda possível trocar as telas e interagir com o painel de informações, para visualizar uma enciclopédia abrangente de piñatas, um diário, uma página de prêmios e uma pirâmide de piñatas (entre outras coisas).

### Características únicas

Mapa aéreo

Além das alterações de controle, há algumas alterações de design exclusivas desta versão do jogo. Primeiramente, não é mais possível comprar adubo ou doces românticos. O fertilizante (que agora é acessado através da paleta principal de ferramentas) só é produzido quando um Taffly é feito para interagir com um pedaço de fruta - a cor da fruta dita a cor do fertilizante. Os doces românticos agora são obtidos ao completar os desafios do Viva Piñata Central, colocando muito mais ênfase no que originalmente era um aspecto puramente opcional do jogo. Outra grande diferença entre a versão DS e a original é a adição de um mapa aéreo  isso não apenas permite ao jogador ver o paradeiro de sua piñata instantaneamente, mas também permite ampliar qualquer piñata simplesmente tocando em seu ícone.
Também foi adicionado um novo modo de jogo que reflete o "Só por diversão" modo em Viva Piñata: Trouble in Paradise, chamado “Playground”. Esta é uma versão sem pressão do jogo principal (ambientado numa praia) onde jogadores jovens ou inexperientes podem experimentar sem ter que lidar com os aspectos desafiadores do jogo, como Dastardos ou Ruffians, ou ter que pagar por itens.
A Rare explica em seu site que "você também terá rédea solta com uma seleção expandida de ferramentas e ações de ferramentas, formas atualizadas do Diário e da Enciclopédia... e Episódios (ligando-se mais à série de TV e permitindo que os fãs de  o programa para passar bons momentos com rostos familiares)". Eles também afirmam que "a conectividade sem fio DS... permite que você envie espécimes de Piñata de primeira linha para seus amigos, tornando mais fácil do que nunca o ato de desfilar seu Doenut com uma roupa de pirata humilhante".

## Desenvolvimento
Em 2005, a Electronic Gaming Monthly informou que a Rare estava trabalhando arduamente em dois projetos para o Nintendo DS. Seu primeiro jogo para Nintendo DS lançado foi Diddy Kong Racing DS, então esse jogo e Viva Piñata foram provavelmente os dois projetos mencionados.
Viva Piñata para Nintendo DS foi sugerida pela primeira vez em uma entrevista entre Microsoft Game Studios e 1UP.com no DICE 2007 Summit em Las Vegas.
O jogo foi apresentado posteriormente na Comic-Con 2007 e a THQ anunciaram oficialmente o lançamento de Viva Piñata: Pocket Paradise no outono de 2008.
na entrevista com membros da equipe, a pergunta "foi sempre planejado transferir a viva piñata para o ds ou foi necessária alguma inspiração?"  recebeu a resposta do produtor do jogo, paul machacek: "Em discussões para um projeto subsequente para DKR DS tornou-se um ponto focal maior e, em retrospectiva, vendo o que descobrimos, provou ser um acéfalo completo. Nós amamos isso".

## Recepção
Viva Piñata: Pocket Paradise ganhou o prêmio de Melhor Jogo de Simulação para Nintendo DS da IGN em sua premiação de videogame de 2008. Viva Piñata: Pocket Paradise também recebeu duas indicações ao BAFTA de 2009 como Melhor Jogo de Estratégia no Game Awards  e Melhor Videogame no British Academy Children's Awards.